# 特拉華州立大學
特拉華州立大學（Delaware State University，簡稱：DSU、DESU、Del State）是一所主校區位于美國特拉華州多佛的公立大學及傳統黑人大學，在州内的威尔明顿和乔治敦還有兩個分校區。2016年在傳統黑人大學中排第21位，北部地區大學中排第125位。

## 外部連結
- 官方网站
- Official Athletics website （页面存档备份，存于）

39°11′10″N 75°32′33″W / 39.1861°N 75.5426°W